# Edward Lawrie Tatum
Edward Lawrie Tatum (Boulder, Colorado, EUA, 14 de desembre de 1909 - Nova York, 5 de novembre de 1975) fou un biòleg, químic, genetista i professor universitari nord-americà guardonat amb el Premi Nobel de Medicina o Fisiologia l'any 1958 conjuntament amb Joshua Lederberg i George Wells Beadle.

## Biografia
Va estudiar química, biologia i microbiologia a la Universitat de Chicago i es va doctorar a la Universitat de Wisconsin l'any 1934 sobre la nutrició i metabolisme dels bacteris. Posteriorment es traslladà a la ciutat d'Utrecht (Països Baixos) per desenvolupar una beca sobre química bacteriològica. El 1937 fou destinat al Departament de Ciències Biològiques de la Universitat Stanford i a partir de 1957 va treballar de professor a l'Institut Rockefeller de Nova York.

## Recerca científica
Al costat de George Wells Beadle la seva recerca científica se centrà en les transmissions hereditàries dels caràcters biològics. En la seva recerca utilitzà la floridura Neurospora crassa exposada als raigs X, observant l'aparició de mutacions. En diverses sèries d'experiments van demostrar que aquestes mutacions eren les responsables de canvis en els enzims específics implicats en les rutes metabòliques. Aquests experiments, publicats l'any 1941, els van dur a proposar un vincle directe entre els gens i les reaccions enzimàtiques, coneguda com la hipòtesi "Un gen, un enzim".
Posteriorment orientà la seva recerca sobre la genètica dels bacteris, realitzant estudis sobre la biosíntesi triptòfan d'Escherichia coli. Posteriorment, al costat de Joshua Lederberg va aconseguir demostrar com Escherichia coli podria compartir la informació genètica mitjançant un procés de recombinació genètica. Aquest procés es produeix en diversos altres bacteris i que avui s'anomena comunament conjugació bacteriana).
L'any 1958, de resultes d'aquests estudis, fou guardonat amb el Premi Nobel de Medicina o Fisiologia juntament amb George Wells Beadle «pel seu descobriment que els gens actuen regulant esdeveniments químics definits»; i amb Joshua Lederberg pels seus descobriments referents la recombinació genètica i a l'organització del material genètic dels bacteris.